# Beugel (familienaam)
Beugel is een familienaam. De naam is ofwel een zogeheten adresnaam, verwijzend naar iemand die op een bepaalde locatie woonde, dan wel afkomstig van het woord beugel, een ijzeren ring (vergelijk beugelen).
In Nederland waren er in 2007 120 personen met de familienaam Beugel; in België kwam de naam in 2008 niet voor, hoewel er in 1998 nog 3 naamdragers waren.

## Bekende personen
Enkele bekende naamdragers zijn:
- Ingeborg Beugel (1960), een Nederlands televisieprogrammamaakster
- Günther Beugel (1963), een Duits muzikant en liedboekmaker